# Ed
ed – standardowy edytor wierszowy systemu UNIX. ed przyjmuje, że tekst podlegający obróbce podzielony jest na wiersze i pozwala jedynie na modyfikacje wskazanych wierszy tekstu za pomocą poleceń wydawanych programowi w trybie interaktywnym, w podobny sposób jak w wierszu poleceń systemu DOS czy UNIX. Zmusza to użytkownika do operowania numerami wierszy tekstu.
Dla celów pisania tekstów ed został wyparty przez bardziej rozbudowane edytory, jak choćby vi, korzystają natomiast z niego niektóre skrypty powłoki.
ed wczytuje zawartość pliku tekstowego do bufora i wszystkie zmiany dotyczą danych w buforze. Przed zakończeniem pracy zmiany należy zapisać lub odrzucić.
Niektóre polecenia eda:
- a – dodaj wiersz(e)
- c – zmień wskazane wiersze na dany tekst
- d – usuń wskazane wiersze
- g – zastosuj polecenie do całego buforu danych
- i – wstaw wiersz(e) we wskazanym miejscu
- m – przenieś wiersz(e) we wskazane miejsce
- p – przenieś kursor do wiersza i wyświetl wiersz
- q – koniec pracy i powrót do powłoki
- s – zamień ciąg znaków na podany
- w – zapisz zawartość bufora we wskazanym pliku

Składnia poleceń jest następująca:
[[n1,]n2]polecenie
gdzie n1, n2 określają wiersz lub zakres wierszy, na których operuje polecenie. Specjalny symbol $ oznacza ostatni wiersz i np. polecenie 1,$p spowoduje wyświetlenie wszystkich wierszy.
Przykład sesji z edem (każde polecenie kończy Enter):
```
a
                           (dodaj wiersz)
ed to edytor systemu UNIX.  (to wpisujemy)
To jest drugi wiersz.       (to wpisujemy) 
.                           (koniec trybu wstawiania, przejdź do bieżącego wiersza)
2
i
                          (wstaw 
przed
 bieżącym wierszem)
xxx                         (to wpisujemy)
.                           (koniec trybu wstawiania, przejdź do bieżącego wiersza)
1,$
p
                        (wyświetl wiersze od 1 do ostatniego)
ed to edytor systemu UNIX.$
xxx$
To jest drugi wiersz.$
3s/drugi/trzeci/            (w wierszu 3 zamień wyraz "drugi" na "trzeci")
1,$
p
                        (patrz wyżej)
ed to edytor systemu UNIX.$
xxx$
To jest trzeci wiersz.$

w
 
plik
                      (zapisz bufor w pliku o nazwie "plik")
51                          (
ed
 wypisuje liczbę zapisanych znaków)

q
                           (wyjście z 
ed
a)
```